# Sandra Melhem
Sandra Melhem (en àrab: ساندرا ملحم) és una empresària i activista dels drets LGBT libanesa. És la propietària del club Projekt / Ego Beirut, un popular local d'ambient LGBT. Melhem va fundar Queer Relief Fund, una organització benèfica humanitària, després de l'explosió de Beirut en 2020. Va rebre un esment especial pel seu compromís humanitari en la cerimònia del Premi Internacional de Drets LGBT celebrada en 2021 a París.